# 와도촌
와도촌(和土村)은 사이타마현 미나미사이타마군에 설치되었던 촌이다. 현재의 사이타마시에 해당한다.